# Synaldis graeca
Synaldis graeca är en stekelart som beskrevs av Fischer 2003. Synaldis graeca ingår i släktet Synaldis och familjen bracksteklar. Inga underarter finns listade i Catalogue of Life.